# Monléon-Magnoac
Monléon-Magnoac est une commune française située dans le nord-est du département des Hautes-Pyrénées, en région Occitanie. Sur le plan historique et culturel, la commune est dans la région gasconne de Magnoac, située sur le plateau de Lannemezan, qui reprend une partie de l’ancien Nébouzan, qui possédait plusieurs enclaves au cœur de la province de Comminges et a évolué dans ses frontières jusqu’à plus ou moins disparaitre.
Exposée à un climat océanique altéré, elle est drainée par l'Arrats, le Gers, le Cier, le Cier d'Arpajan, le ruisseau de Jouau et par divers autres petits cours d'eau. La commune possède un patrimoine naturel remarquable composé d'une zone naturelle d'intérêt écologique, faunistique et floristique.
Monléon-Magnoac est une commune rurale qui compte 408 habitants en 2022, après avoir connu un pic de population de 1 609 habitants en 1866. Ses habitants sont appelés les Monléonnais ou  Monléonnaises.

## Géographie

### Localisation

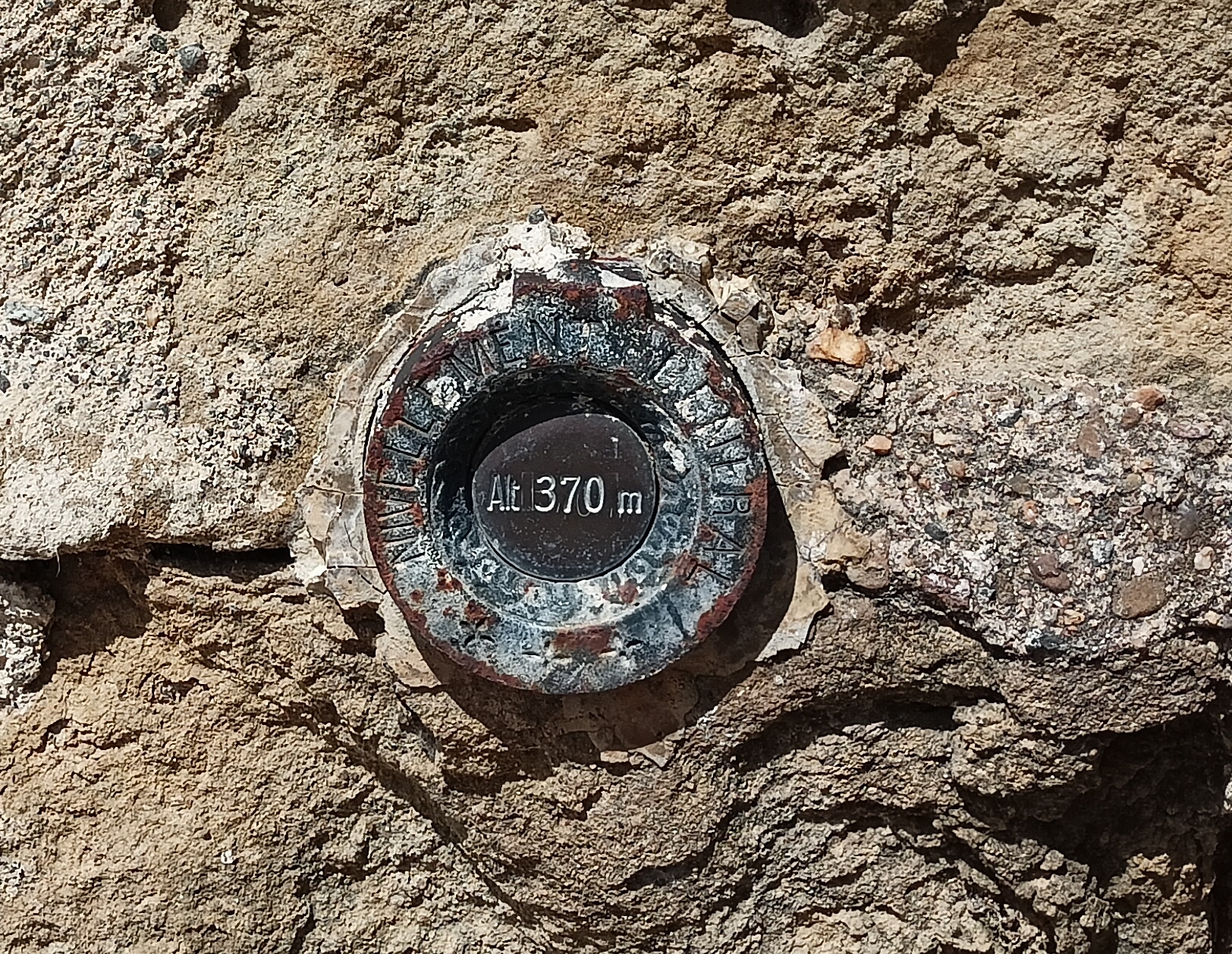
Borne de nivellement sur le mur de l'église - altitude 370 m

La commune de Monléon-Magnoac se trouve dans le département des Hautes-Pyrénées, en région Occitanie.
Elle se situe à 36 km à vol d'oiseau de Tarbes, préfecture du département, et à 14 km de Trie-sur-Baïse, bureau centralisateur du canton des Coteaux dont dépend la commune depuis 2015 pour les élections départementales.
La commune fait en outre partie du bassin de vie de Boulogne-sur-Gesse.
Les communes les plus proches sont : 
Cizos (2,5 km), Villemur (2,5 km), Aries-Espénan (3,0 km), Devèze (3,3 km), Pouy (3,3 km), Caubous (3,5 km), Laran (3,5 km), Gaussan (3,6 km).
Sur le plan historique et culturel, Monléon-Magnoac fait partie de la région gasconne de Magnoac, située sur le plateau de Lannemezan, qui reprend une partie de l’ancien Nébouzan, qui possédait plusieurs enclaves au cœur de la province de Comminges et a évolué dans ses frontières jusqu’à plus ou moins disparaitre.
Les communes limitrophes sont  Aries-Espénan, Arné, Bazordan, Boudrac, Caubous, Cizos, Devèze, Gaussan, Laran, Lassales, Monlong et Villemur.
| Cizos, Caubous             | Aries-Espénan   | Devèze, Villemur        |
| Laran                      | Monléon-Magnoac | Bazordan                |
| Gaussan, Lassales, Monlong | Arné            | Boudrac (Haute-Garonne) |

### Hydrographie
La commune est dans le bassin versant de la Garonne, au sein du bassin hydrographique Adour-Garonne. Elle est drainée par l'Arrats, le Gers, le Cier, le Cier d'Arpajan, le ruisseau de Jouau, L'Ousse, le ruisseau de la Hagède, le ruisseau du Badet et par divers petits cours d'eau, constituant un réseau hydrographique de 29 km de longueur totale,.
L'Arrats, d'une longueur totale de 162,1 km, prend sa source dans la commune de Lannemezan et s'écoule vers le nord. Il traverse la commune et se jette dans la Garonne à Saint-Loup, après avoir traversé 66 communes.
Le Gers, d'une longueur totale de 175,4 km, prend sa source dans la commune de Lannemezan et s'écoule vers le nord. Il traverse la commune et se jette dans la Garonne à Layrac, après avoir traversé 47 communes.
Le Cier, d'une longueur totale de 13,6 km, prend sa source dans la commune d'Arné et s'écoule vers le nord. Il traverse la commune et se jette dans le Gers à Aries-Espénan, après avoir traversé 6 communes.

### Climat
Le climat qui caractérise la commune est qualifié, en 2010, de « climat océanique altéré », selon la typologie des climats de la France qui compte alors huit grands types de climats en métropole. En 2020, la commune ressort du même type de climat dans la classification établie par Météo-France, qui ne compte désormais, en première approche, que cinq grands types de climats en métropole. Il s’agit d’une zone de transition entre le climat océanique et les climats de montagne et le climat semi-continental. Les écarts de température entre hiver et été augmentent avec l'éloignement de la mer. La pluviométrie est plus faible qu'en bord de mer, sauf aux abords des reliefs.
Les paramètres climatiques qui ont permis d’établir la typologie de 2010 comportent six variables pour les températures et huit pour les précipitations, dont les valeurs correspondent à la normale 1971-2000. Les sept principales variables caractérisant la commune sont présentées dans l'encadré ci-après.
| Paramètres climatiques communaux sur la période 1971-2000 - Moyenne annuelle de température : 12,4 °C - Nombre de jours avec une température inférieure à −5 °C : 2,7 j - Nombre de jours avec une température supérieure à 30 °C : 5,8 j - Amplitude thermique annuelle : 14,3 °C - Cumuls annuels de précipitation : 991 mm - Nombre de jours de précipitation en janvier : 9,9 j - Nombre de jours de précipitation en juillet : 6,8 j |

Avec le changement climatique, ces variables ont évolué. Une étude réalisée en 2014 par la Direction générale de l'Énergie et du Climat complétée par des études régionales prévoit en effet que la  température moyenne devrait croître et la pluviométrie moyenne baisser, avec toutefois de fortes variations régionales. Ces changements peuvent être constatés sur la station météorologique de Météo-France la plus proche, « Gavarnie », sur la commune de Gaussan, mise en service en 1992 et qui se trouve à 4 km à vol d'oiseau,, où la température moyenne annuelle est de 7,6 °C et la hauteur de précipitations de 1 466,6 mm pour la période 1981-2010.
Sur la station météorologique historique la plus proche, « Tarbes-Lourdes-Pyrénées », sur la commune d'Ossun, mise en service en 1946 et à 45 km, la température moyenne annuelle évolue de 12,2 °C pour la période 1971-2000, à 12,6 °C pour 1981-2010, puis à 12,9 °C pour 1991-2020.

### Milieux naturels et biodiversité

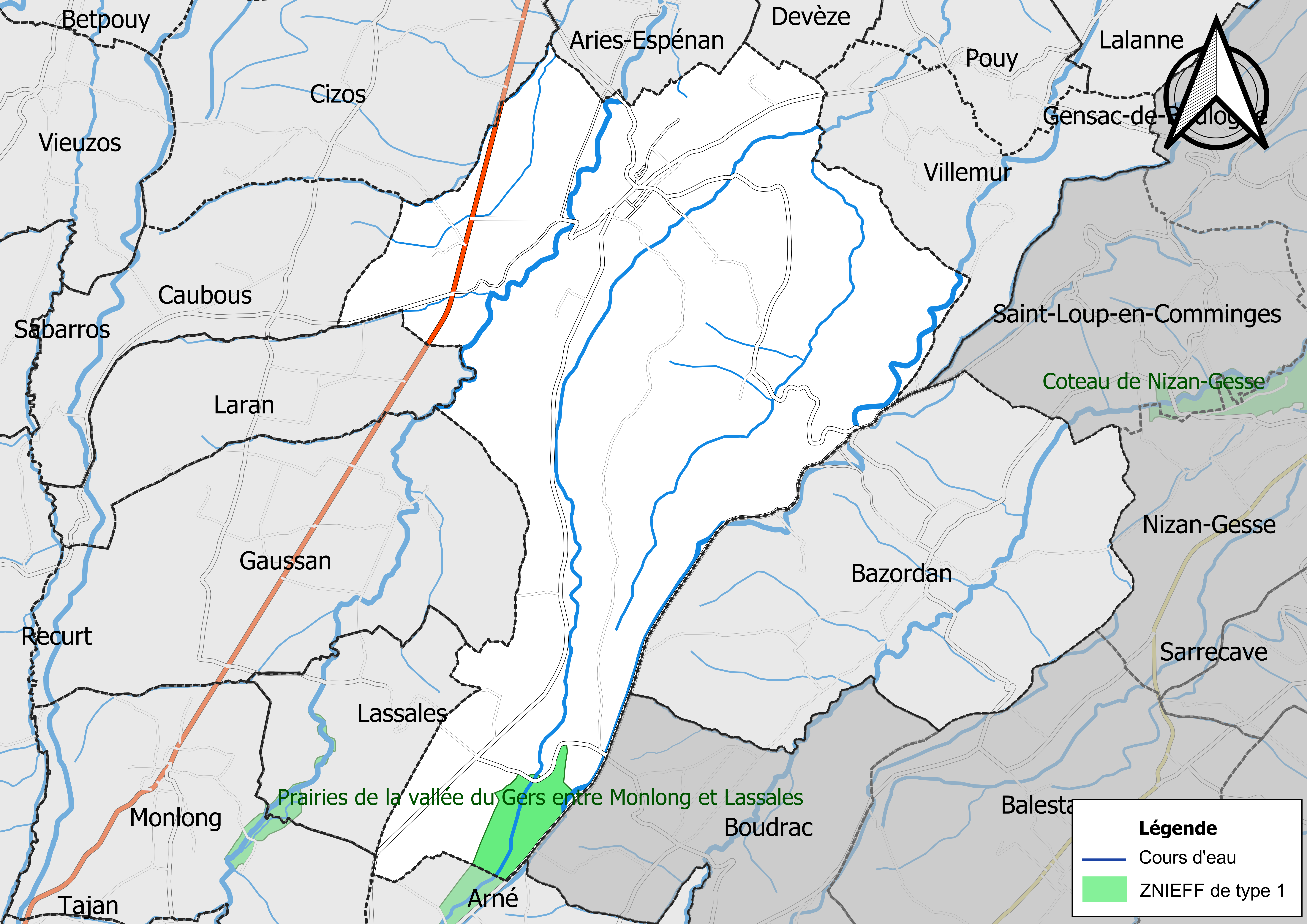
Carte de la ZNIEFF de type 1 localisée sur la commune.

L’inventaire des zones naturelles d'intérêt écologique, faunistique et floristique (ZNIEFF) a pour objectif de réaliser une couverture des zones les plus intéressantes sur le plan écologique, essentiellement dans la perspective d’améliorer la connaissance du patrimoine naturel national et de fournir aux différents décideurs un outil d’aide à la prise en compte de l’environnement dans l’aménagement du territoire.
Une ZNIEFF de type 1 est recensée sur la commune :
les « bois et tourbière d´Arné et Garaison » (70 ha), couvrant 3 communes dont une dans la Haute-Garonne et deux dans les Hautes-Pyrénées.

## Urbanisme

### Typologie
Au 1er janvier 2024, Monléon-Magnoac est catégorisée commune rurale à habitat très dispersé, selon la nouvelle grille communale de densité à sept niveaux définie par l'Insee en 2022.
Elle est située hors unité urbaine et hors attraction des villes,.

### Occupation des sols
L'occupation des sols de la commune, telle qu'elle ressort de la base de données européenne d’occupation biophysique des sols Corine Land Cover (CLC), est marquée par l'importance des territoires agricoles (63,8 % en 2018), une proportion identique à celle de 1990 (63,8 %). La répartition détaillée en 2018 est la suivante : 
zones agricoles hétérogènes (54,2 %), forêts (36,2 %), terres arables (9,5 %).
L'IGN met par ailleurs à disposition un outil en ligne permettant de comparer l’évolution dans le temps de l’occupation des sols de la commune (ou de territoires à des échelles différentes). Plusieurs époques sont accessibles sous forme de cartes ou photos aériennes : la carte de Cassini (XVIIIe siècle), la carte d'état-major (1820-1866) et la période actuelle (1950 à aujourd'hui).

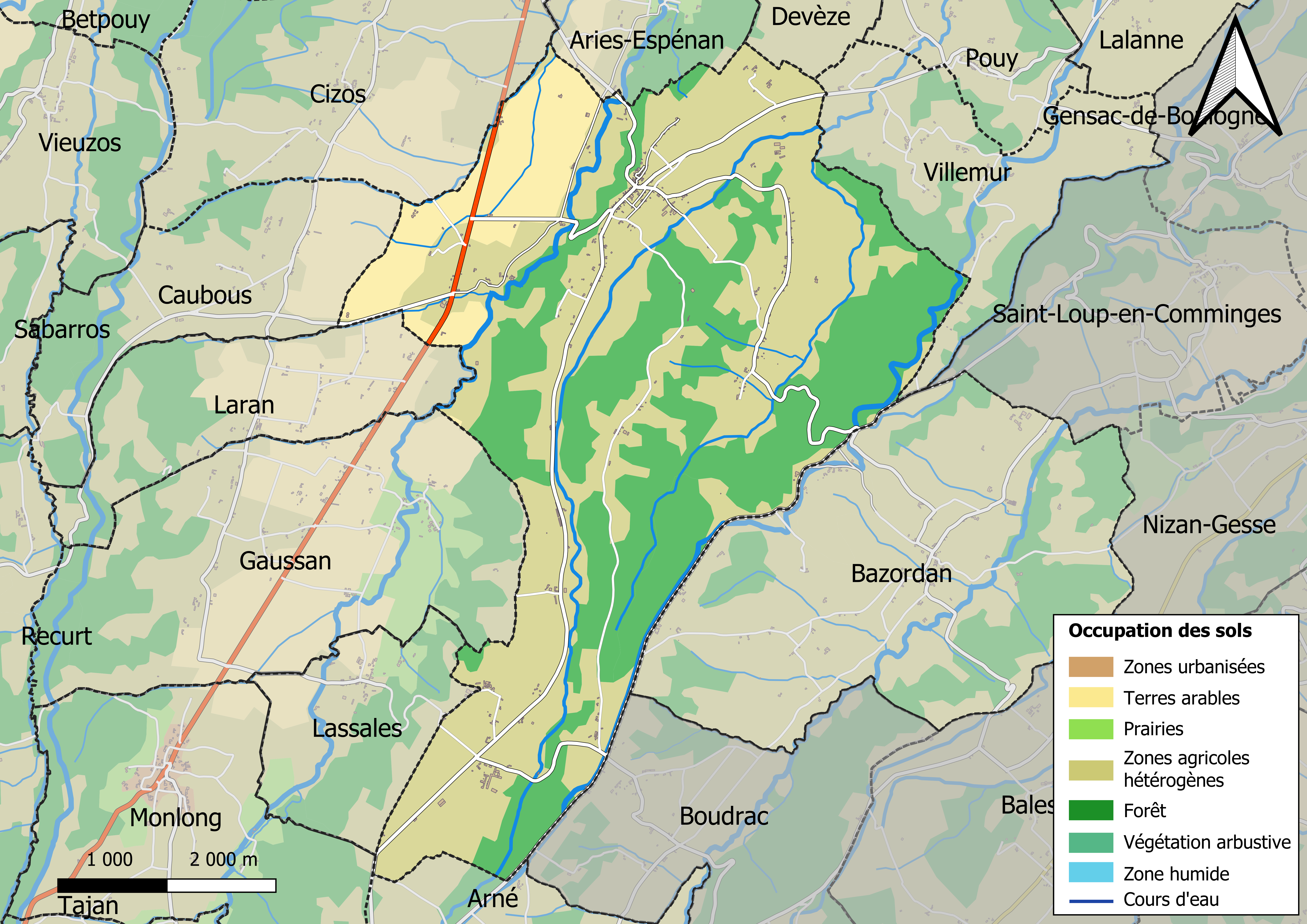
Carte des infrastructures et de l'occupation des sols en 2018 (CLC) de la commune.
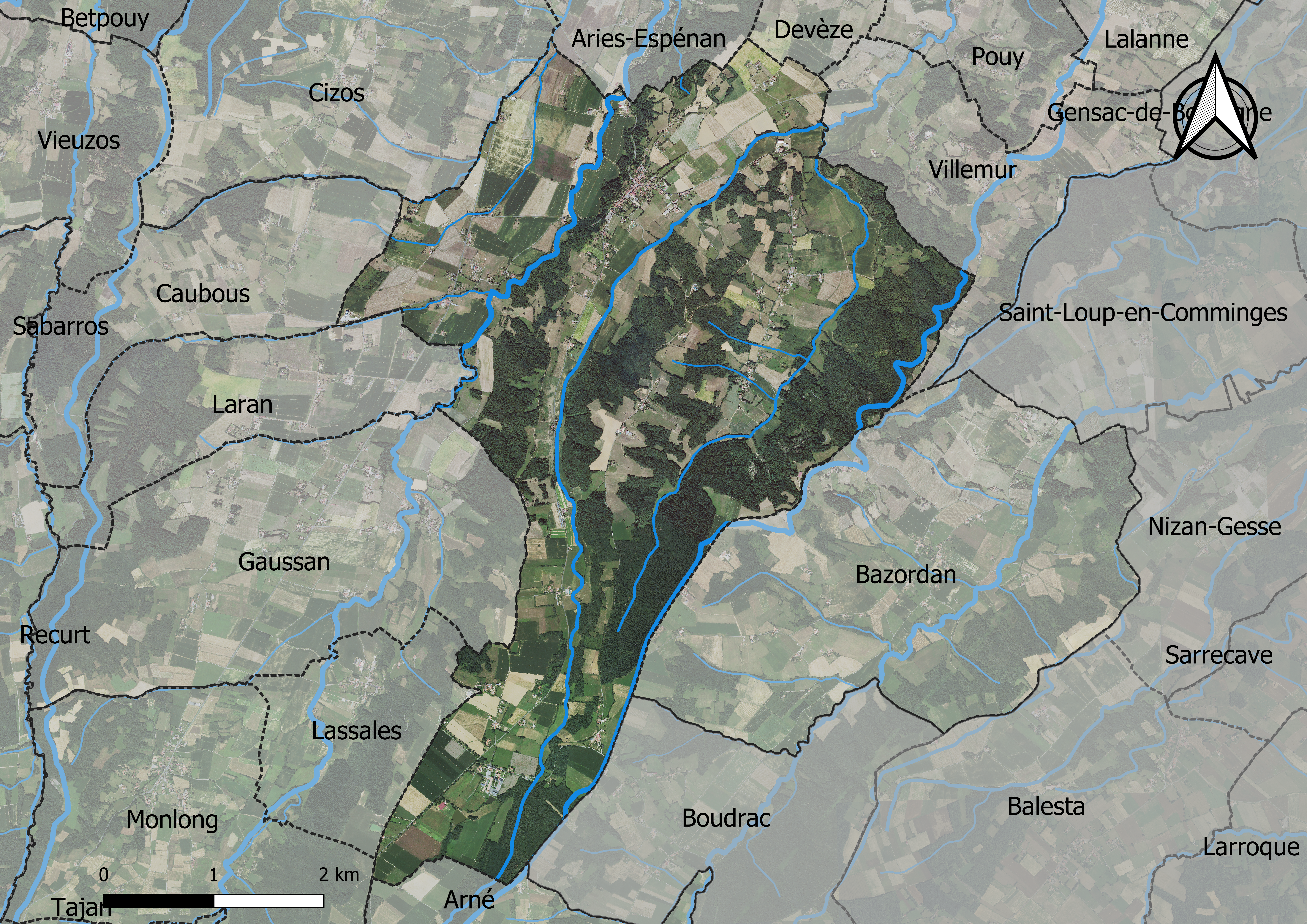
Carte orthophotogrammétrique de la commune.

### Logement
En 2012, le nombre total de logements dans la commune est de 254.
Parmi ces logements, 70,0 % sont des résidences principales, 16,6 % des résidences secondaires et 13,4 % des logements vacants.

### Voies de communication et transports
Cette commune est desservie par la route départementale D 929 et par les routes départementales D 9, D 28 et D 33.

### Risques majeurs
Le territoire de la commune de Monléon-Magnoac est vulnérable à différents aléas naturels : météorologiques (tempête, orage, neige, grand froid, canicule ou sécheresse), inondations, mouvements de terrains et séisme (sismicité modérée). Un site publié par le BRGM permet d'évaluer simplement et rapidement les risques d'un bien localisé soit par son adresse soit par le numéro de sa parcelle.
Certaines parties du territoire communal sont susceptibles d’être affectées par le risque d’inondation par débordement de cours d'eau, notamment l'Arrats, le Gers et le Cier. La cartographie des zones inondables en ex-Midi-Pyrénées réalisée dans le cadre du XIe Contrat de plan État-région, visant à informer les citoyens et les décideurs sur le risque d’inondation, est accessible sur le site de la DREAL Occitanie. La commune a été reconnue en état de catastrophe naturelle au titre des dommages causés par les inondations et coulées de boue survenues en 1982, 1988, 1999, 2000, 2001, 2006 et 2009,.
Monléon-Magnoac est exposée au risque de feu de forêt. Un plan départemental de protection des forêts contre les incendies a été approuvé par arrêté préfectoral le 21 avril 2020 pour la période 2020-2029. Le précédent couvrait la période 2007-2017. L’emploi du feu est régi par deux types de réglementations. D’abord le code forestier et l’arrêté préfectoral du 27 octobre 2014, qui réglementent l’emploi du feu à moins de 200 m des espaces naturels combustibles sur l’ensemble du département. Ensuite celle établie dans le cadre de la lutte contre la pollution de l’air, qui interdit le brûlage des déchets verts des particuliers. L’écobuage est quant à lui réglementé dans le cadre de commissions locales d’écobuage (CLE)

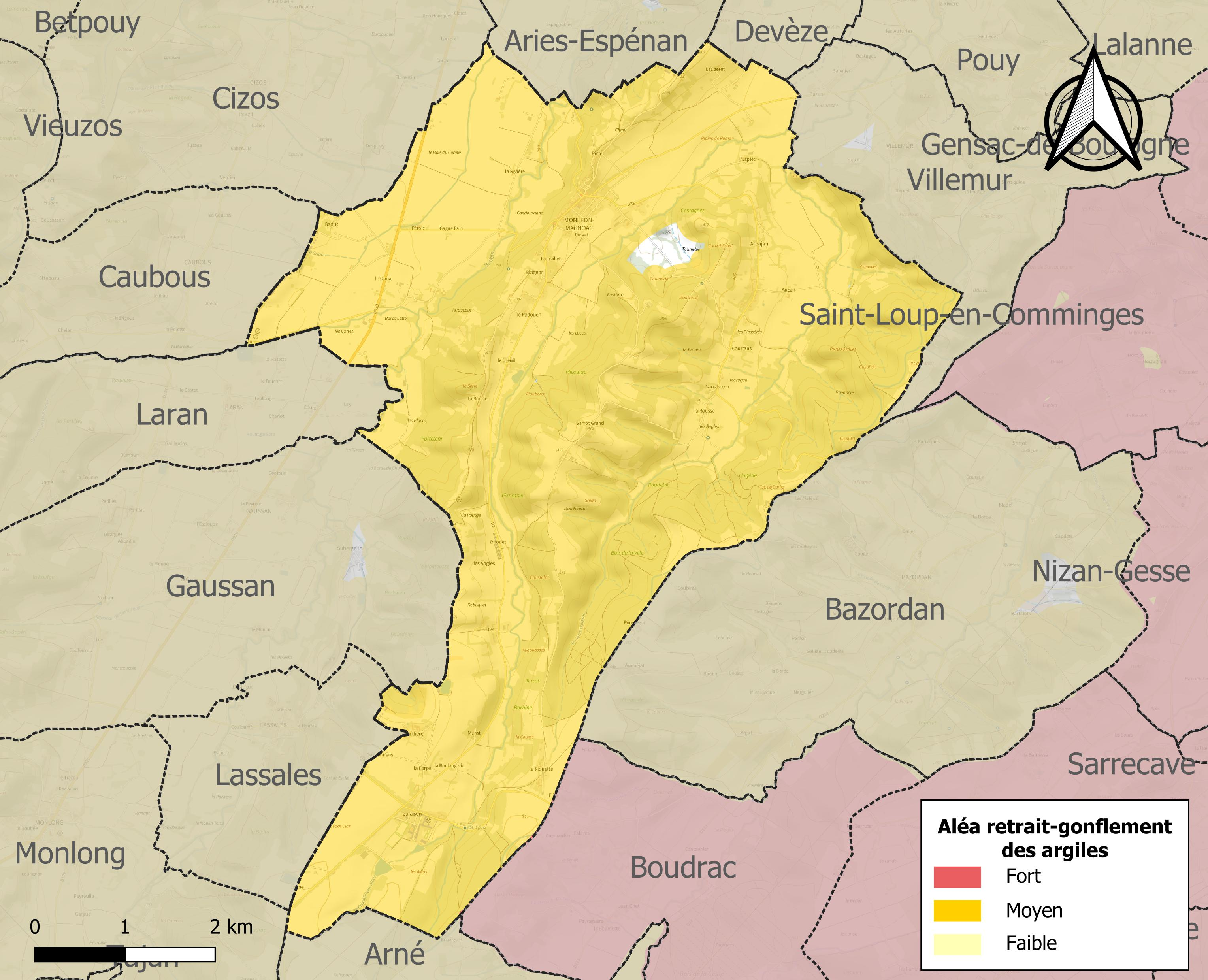
Carte des zones d'aléa retrait-gonflement des sols argileux de Monléon-Magnoac.

Les mouvements de terrains susceptibles de se produire sur la commune sont des tassements différentiels.
Le retrait-gonflement des sols argileux est susceptible d'engendrer des dommages importants aux bâtiments en cas d’alternance de périodes de sécheresse et de pluie. 99,3 % de la superficie communale est en aléa moyen ou fort (44,5 % au niveau départemental et 48,5 % au niveau national). Sur les 227 bâtiments dénombrés sur la commune en 2019, 226 sont en aléa moyen ou fort, soit 100 %, à comparer aux 75 % au niveau départemental et 54 % au niveau national. Une cartographie de l'exposition du territoire national au retrait gonflement des sols argileux est disponible sur le site du BRGM,.
Par ailleurs, afin de mieux appréhender le risque d’affaissement de terrain, l'inventaire national des cavités souterraines permet de localiser celles situées sur la commune.
Concernant les mouvements de terrains, la commune a été reconnue en état de catastrophe naturelle au titre des dommages causés par la sécheresse en 1989 et par des mouvements de terrain en 1999.

## Toponymie

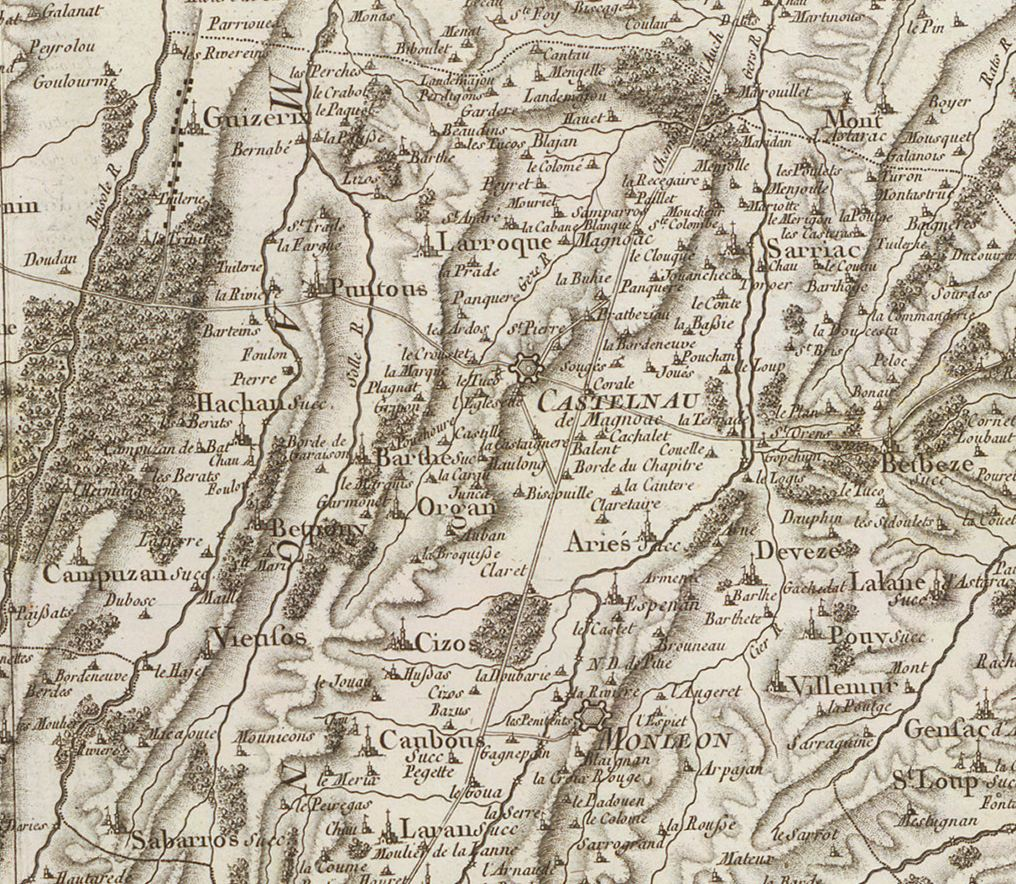
Extrait de la carte de Cassini (entre 1756 et 1789) situant Monléon-Magnoac au sud de Castelnau-Magnoac.

On trouvera les principales informations dans le Dictionnaire toponymique des communes des Hautes Pyrénées de Michel Grosclaude et Jean-François Le Nail qui rapporte les dénominations historiques du village :
Dénominations historiques :
- de Monteleone, latin (1383-1384, procuration Auch) ;
- de Monte Leone, latin (1405, décime Auch ; XVe s., taxes Auch) ;
- Montléon (1746, Brugèles) ;
- Monleon (fin XVIIIe siècle, carte de Cassini).

Étymologie : du latin montem et leonem, gascon mont et lion (le mont du lion).
Nom occitan : Montlion.

## Histoire
Une jeune fille de la commune de Mont-Léon, nommée Anglèze de Sagasan, avait affirmé avoir entendu la Vierge lui demander de construire une chapelle près de la source. Cela se passait en 1515. La chapelle a bien été construite et le sanctuaire, appelé Notre-Dame-de-Garaison (« Guérison ») a été un lieu de dévotion, de pèlerinage et de tourisme religieux aux siècles suivants. C'est aujourd'hui une école et un collège.
La communauté possédait deux moulins à eau. En 1653 elle était en procès avec son fermier Dominique Espenan qui voulait obtenir une indemnité pour la perte de clientèle résultant d'un chemin impraticable menant à l'un des moulins, la communauté négligeant de le faire réparer. (Sentence d'arbitrage inédite)

### Cadastre napoléonien de Monléon-Magnoac
Le plan cadastral napoléonien de Monléon-Magnoac est consultable sur le site des archives départementales des Hautes-Pyrénées.

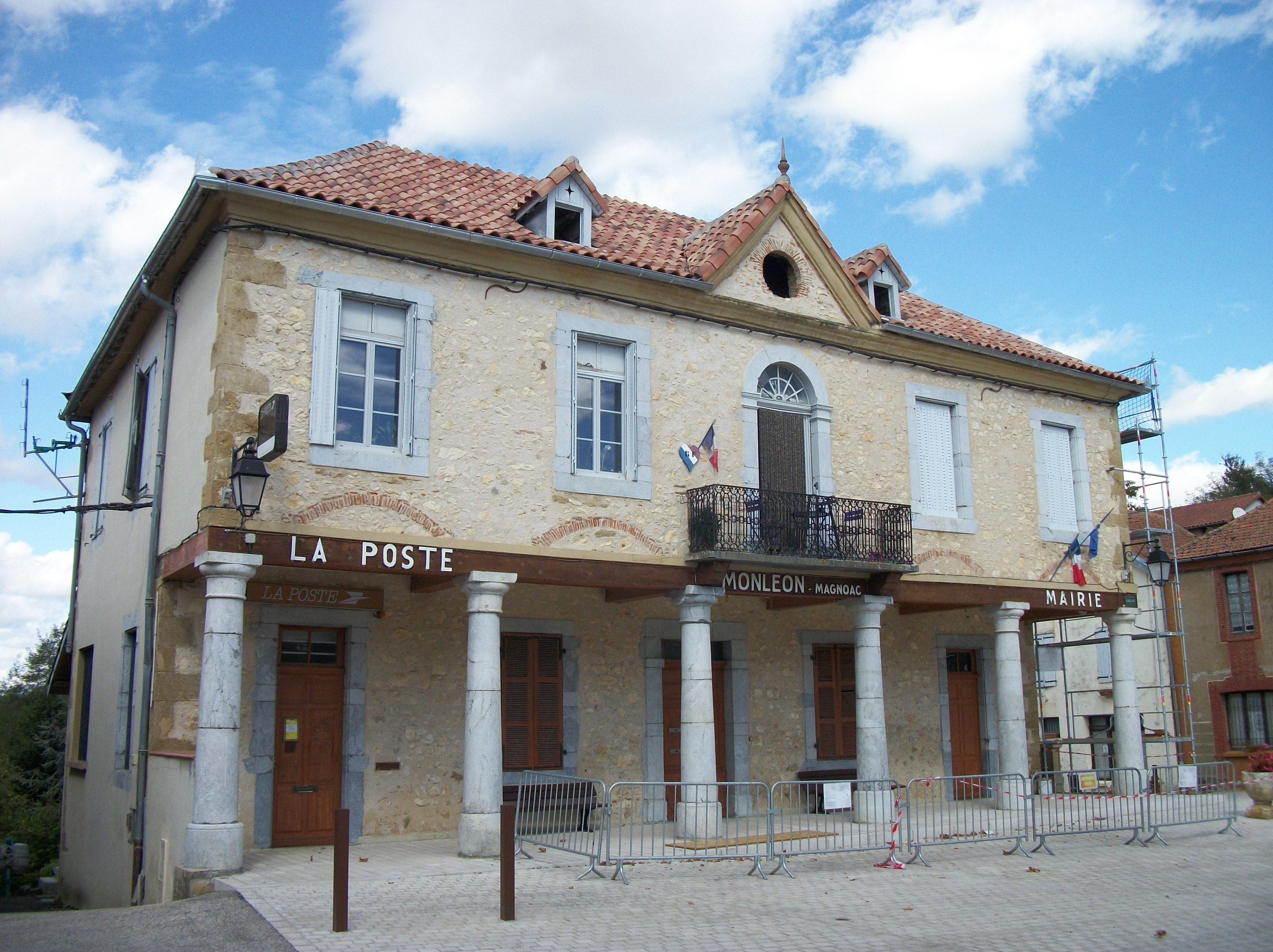
Bâtiment regroupant la Poste et la mairie

## Politique et administration

### Liste des maires
| Période                                  | Période  | Identité           | Étiquette | Qualité                                |
| ---------------------------------------- | -------- | ------------------ | --------- | -------------------------------------- |
| Les données manquantes sont à compléter. |          |                    |           |                                        |
|                                          |          |                    |           |                                        |
| avant 1988                               | ?        | François Bouzigues | PS        |                                        |
| mars 2001                                | En cours | Gérard Barthe      |           | Président de la Communauté de communes |

### Rattachements administratifs et électoraux

#### Historique administratif
Sénéchaussée d'Auch, pays des Quatre-Vallées, vallée de Magnoac, canton de Castelnau-Magnoac, chef-lieu à Monléon-Magnoac (1790) puis Castelnau-Magnoac (1801).  Le Goua, commune en 1790, lui est rattachée entre 1791 et 1801.

#### Intercommunalité
Monléon-Magnoac appartient à la communauté de communes du Pays de Trie et du Magnoac créée en janvier 2017 et qui réunit 50 communes.
La commune est également membre du SIVOM de Saint-Gaudens Montréjeau Aspet Magnoac.

### Services publics
La commune de Monléon-Magnoac  dispose d'une agence postale.

## Population et société

### Démographie

#### Évolution démographique
| 1793  | 1800  | 1806  | 1821  | 1831  | 1836  | 1841  | 1846  | 1851  |
| ----- | ----- | ----- | ----- | ----- | ----- | ----- | ----- | ----- |
| 1 067 | 1 106 | 1 263 | 1 442 | 1 327 | 1 226 | 1 283 | 1 507 | 1 369 |

| 1856  | 1861  | 1866  | 1872  | 1876  | 1881  | 1886  | 1891  | 1896  |
| ----- | ----- | ----- | ----- | ----- | ----- | ----- | ----- | ----- |
| 1 333 | 1 500 | 1 609 | 1 590 | 1 560 | 1 473 | 1 521 | 1 417 | 1 351 |

| 1901  | 1906 | 1911 | 1921 | 1926 | 1931 | 1936 | 1946 | 1954 |
| ----- | ---- | ---- | ---- | ---- | ---- | ---- | ---- | ---- |
| 1 268 | 891  | 832  | 711  | 766  | 800  | 849  | 761  | 740  |

| 1962 | 1968 | 1975 | 1982 | 1990 | 1999 | 2005 | 2006 | 2010 |
| ---- | ---- | ---- | ---- | ---- | ---- | ---- | ---- | ---- |
| 574  | 550  | 511  | 428  | 385  | 363  | 462  | 462  | 447  |

| 2015 | 2020 | 2022 | - | - | - | - | - | - |
| ---- | ---- | ---- | - | - | - | - | - | - |
| 436  | 414  | 408  | - | - | - | - | - | - |

C'est la commune de Midi-Pyrénées avec le plus fort taux de population comptée à part en 2006 selon l'Insee, avec 33,5 % (233 personnes pour une population totale de 695 habitants). Ce taux est dû à la présence de l'internat de l'institution Notre-Dame-de-Garaison.

### Enseignement

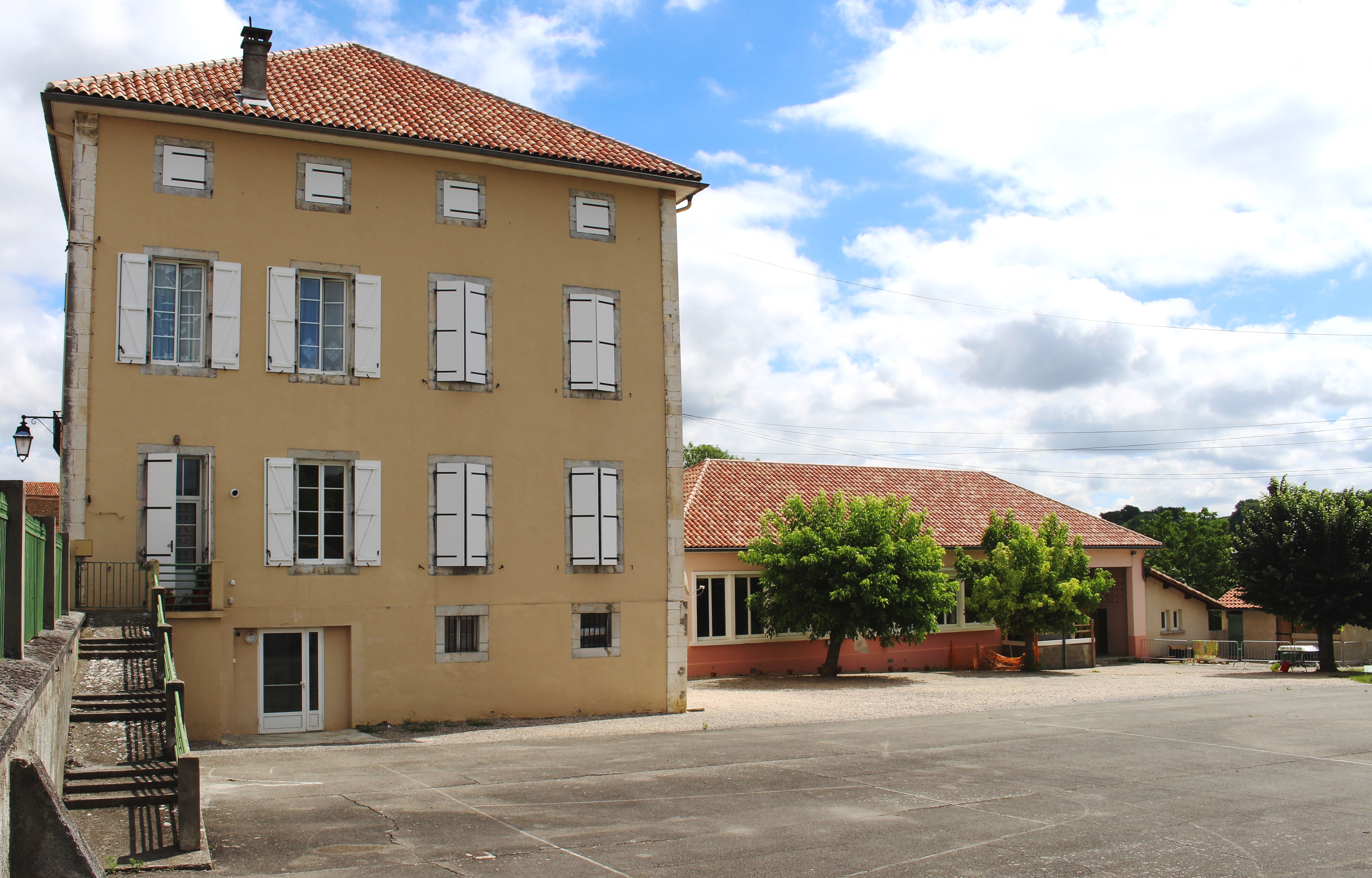
L'école maternelle en 2017.

La commune dépend de l'académie de Toulouse. Elle dispose d’une école en 2017.
- École maternelle.
- Notre-Dame-de-Garaison.

## Économie

### Revenus
En 2018, la commune compte 159 ménages fiscaux, regroupant 352 personnes. La médiane du revenu disponible par unité de consommation est de 20 220 € (20 420 € dans le département).

### Emploi
|                | 2008  | 2013  | 2018  |
| -------------- | ----- | ----- | ----- |
| Commune        | 5,1 % | 9,2 % | 7,7 % |
| Département    | 7,7 % | 9,4 % | 9,8 % |
| France entière | 8,3 % | 10 %  | 10 %  |

En 2018, la population âgée de 15 à 64 ans s'élève à 253 personnes, parmi lesquelles on compte 69 % d'actifs (61,3 % ayant un emploi et 7,7 % de chômeurs) et 31 % d'inactifs,. Depuis 2008, le taux de chômage communal (au sens du recensement) des 15-64 ans est inférieur à celui de la France et du département.
La commune est hors attraction des villes,. Elle compte 162 emplois en 2018, contre 159 en 2013 et 141 en 2008. Le nombre d'actifs ayant un emploi résidant dans la commune est de 162, soit un indicateur de concentration d'emploi de 100,5 % et un taux d'activité parmi les 15 ans ou plus de 48,1 %.
Sur ces 162 actifs de 15 ans ou plus ayant un emploi, 52 travaillent dans la commune, soit 32 % des habitants. Pour se rendre au travail, 85,4 % des habitants utilisent un véhicule personnel ou de fonction à quatre roues, 2 % les transports en commun, 6,3 % s'y rendent en deux-roues, à vélo ou à pied et 6,3 % n'ont pas besoin de transport (travail au domicile).

## Culture locale et patrimoine

### Lieux et monuments

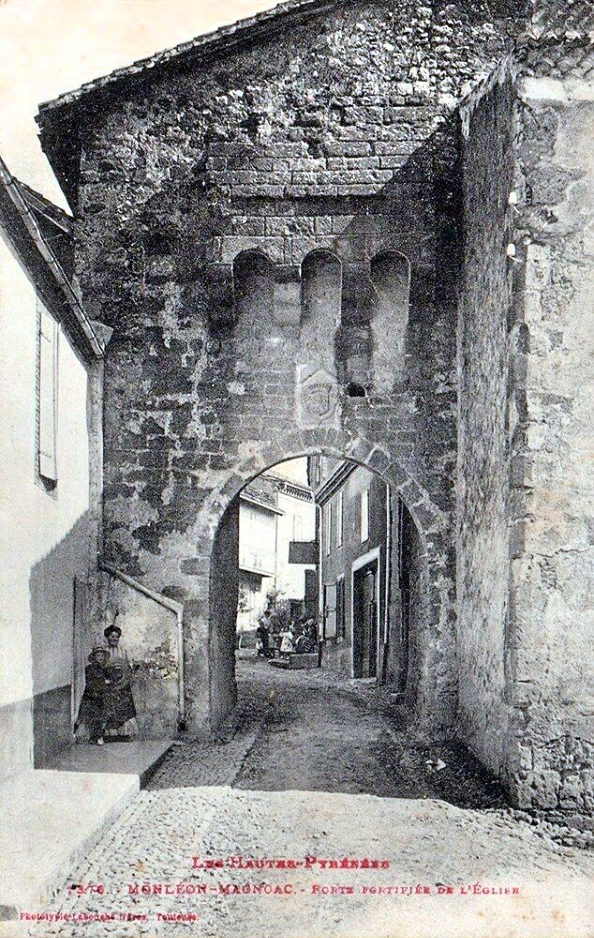
Monléon-Magnoac.
Carte postale de la Porte fortifiée.

- Église Saint-Jean-Baptiste, reconnue comme gothique tardif du XVe siècle, inscrite aux monuments historiques le 6 mars 1989[43].
- Sanctuaire de Notre-Dame-de-Garaison de Monléon-Magnoac, inscrite aux monuments historiques le 8 février 1924[44].
- Chapelle des Pénitents.
- Croix monumentale, souvenir de la mission de 1840.
- Manoir de Garaison, un ancien abri de pèlerins, inscrit aux monuments historiques le 12 juillet 1973[45].
- Porte fortifiée. Ancien petit corps de logis qui était destiné à l'usage des gardiens de la ville, inscrit aux monuments historiques le 23 juin 1933[46]. La Porte fortifiée a été restauré en 2018 (c'est la première fois depuis 600 ans)[47].
- Maisons à colombages.

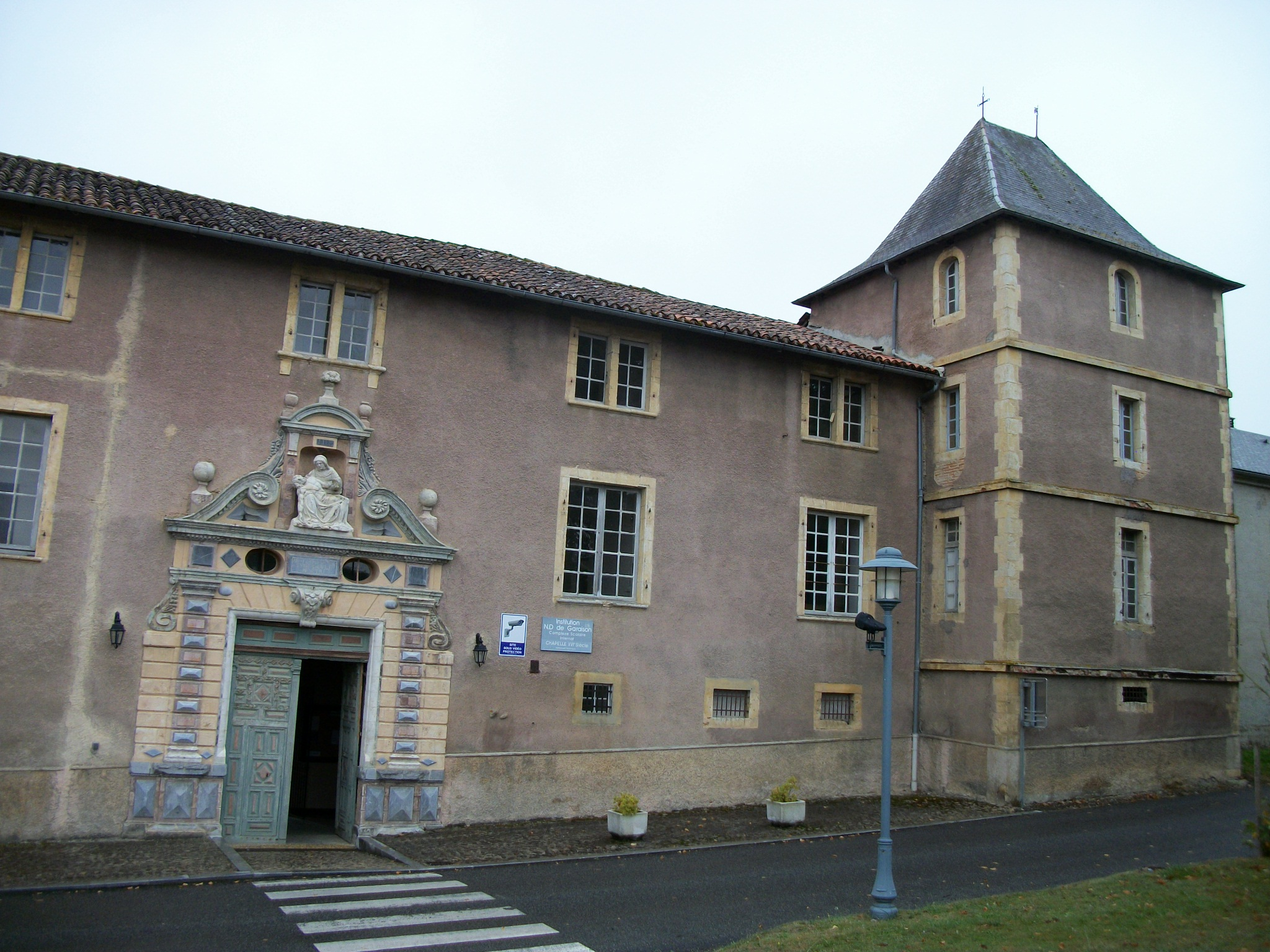
Entrée du sanctuaire de Notre-Dame de Garaison.
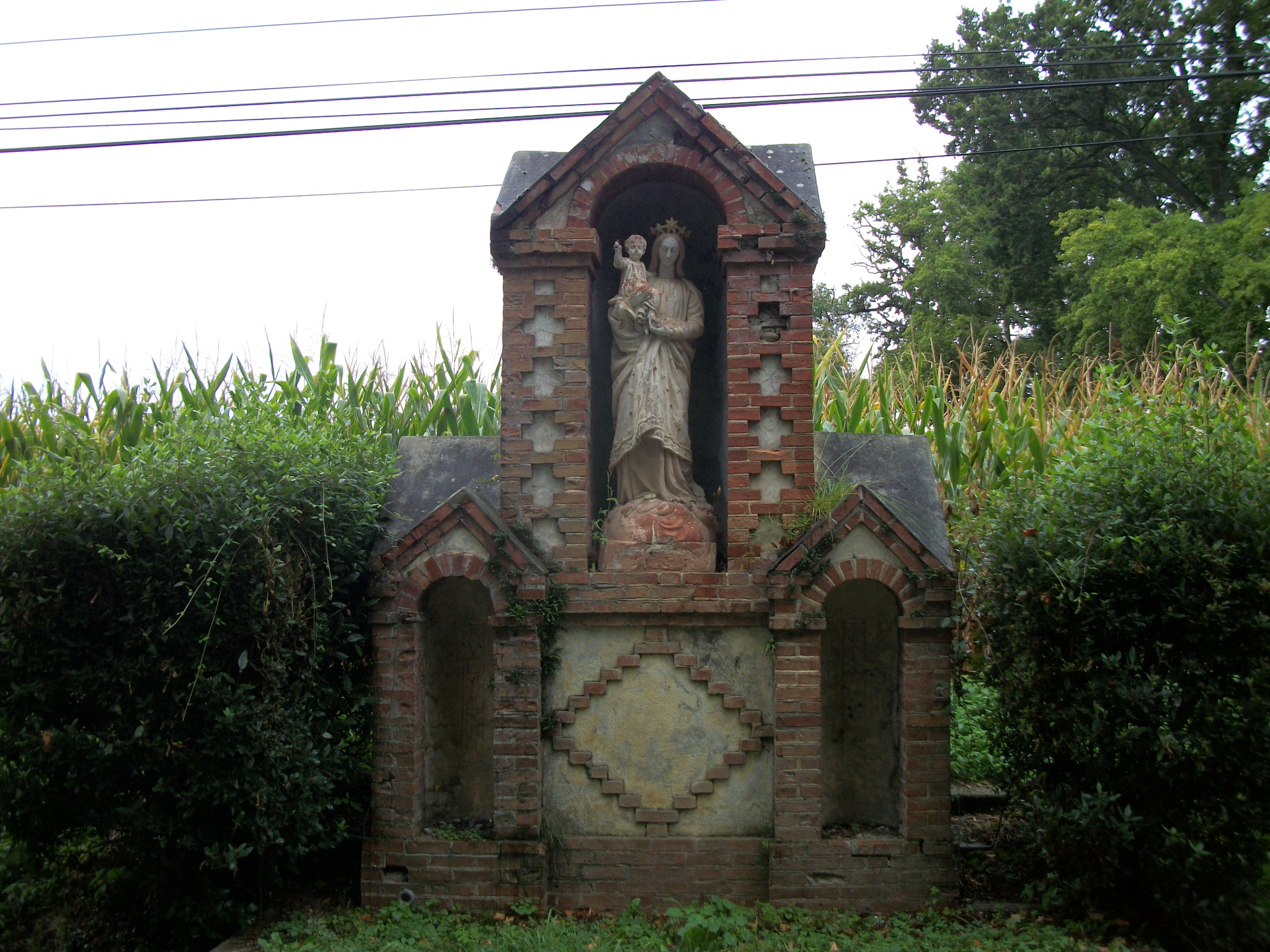
Oratoire avec la Vierge Marie à l'enfant sur la route du sanctuaire de Notre-Dame de Garaison.
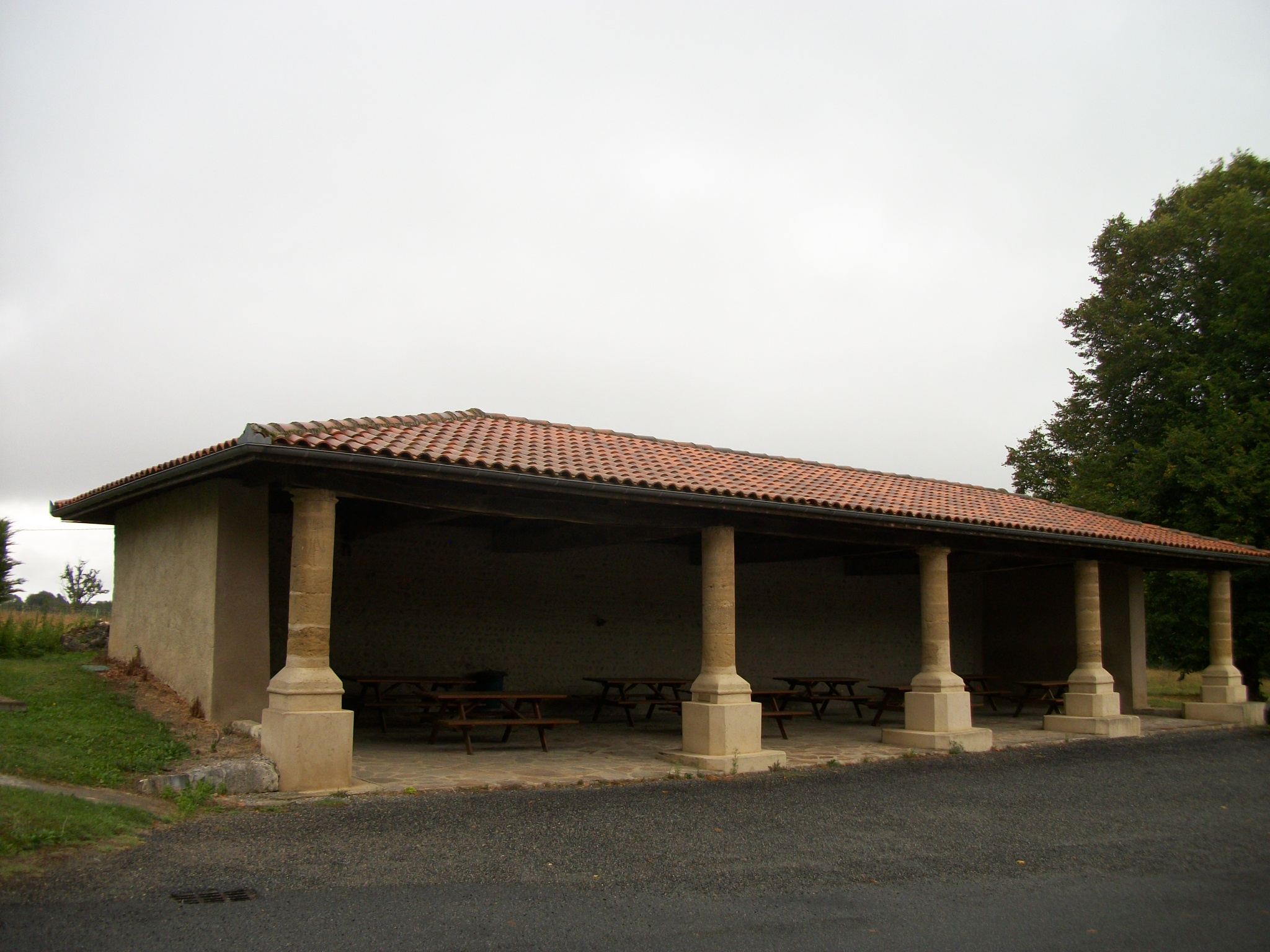
À l'entrée du sanctuaire de Notre-Dame de Garaison, un abri du pèlerin construit en 1560 et restauré en 2004 avec l'aide de l'Union européenne.
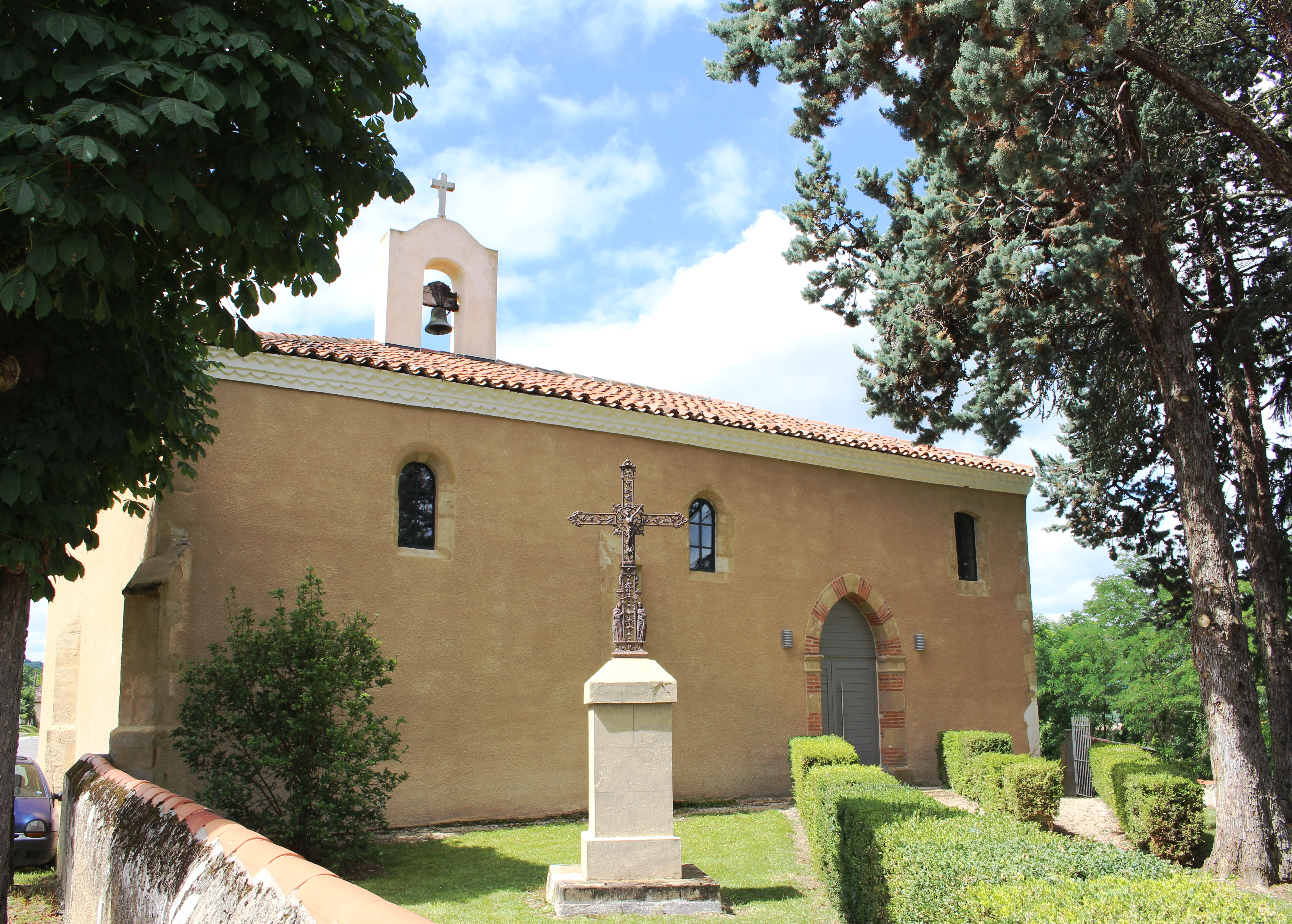
La chapelle des Pénitents en 2017.
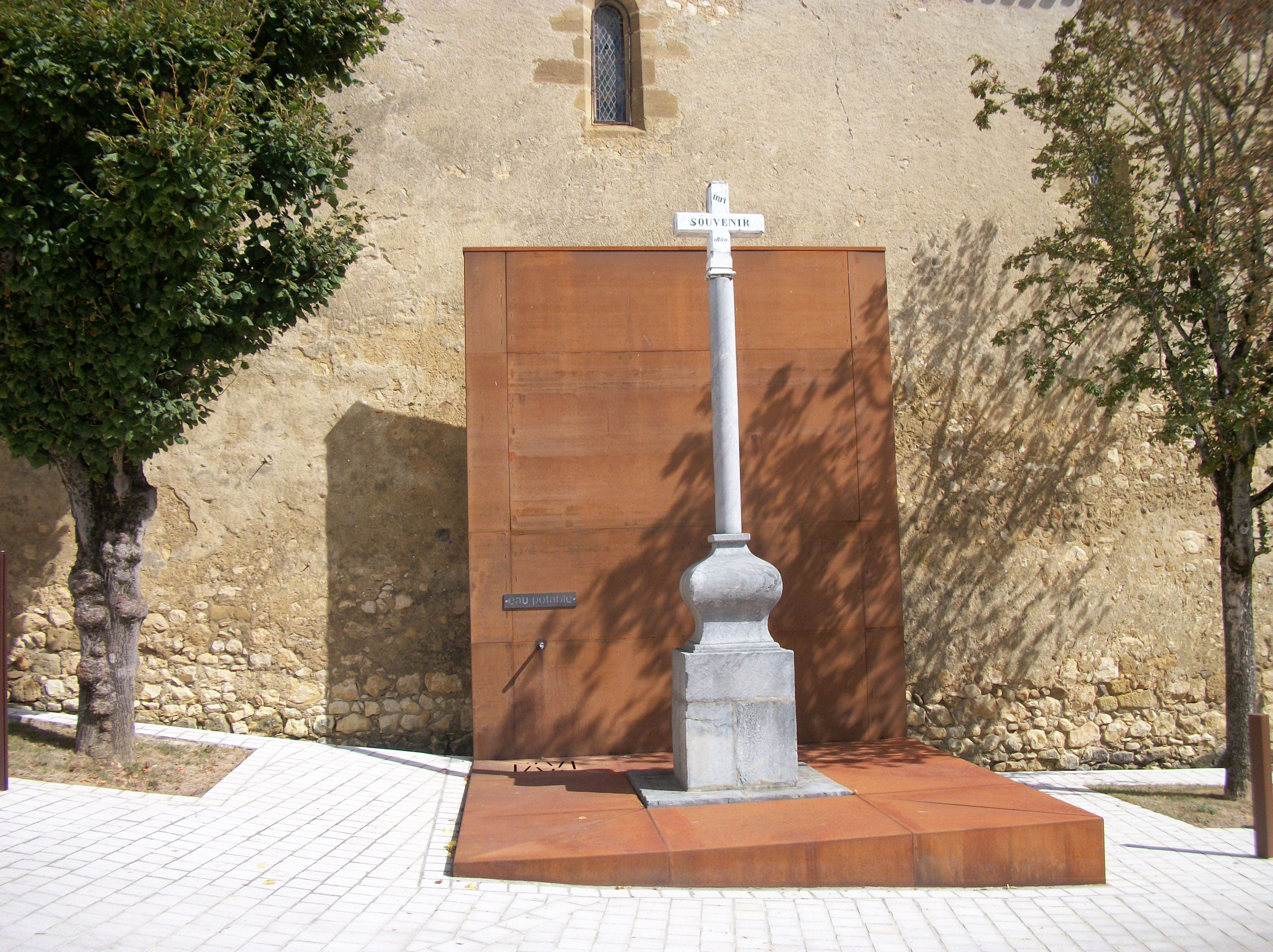
Croix monumentale, souvenir de la mission de 1840.
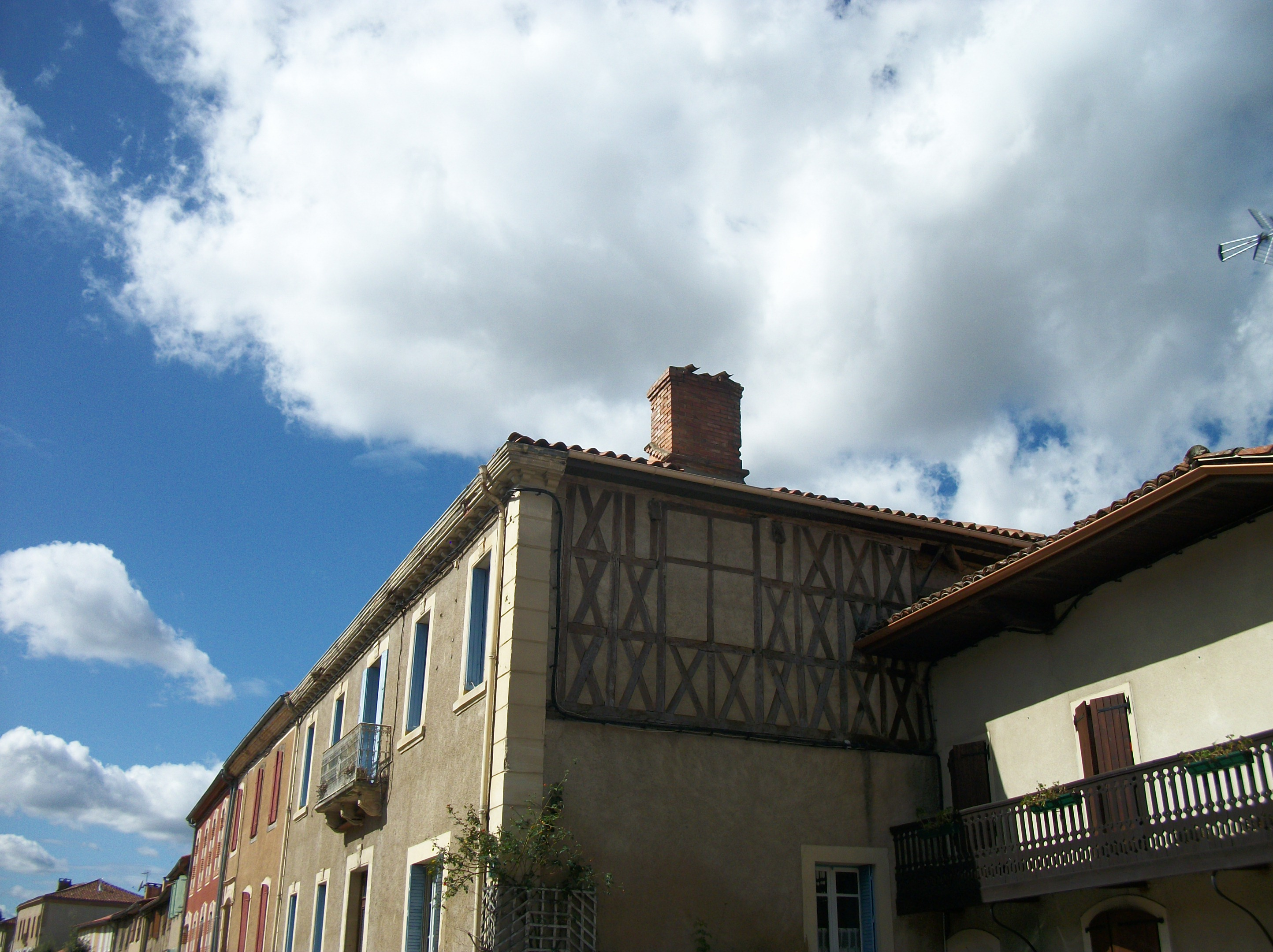
Maison à colombages.
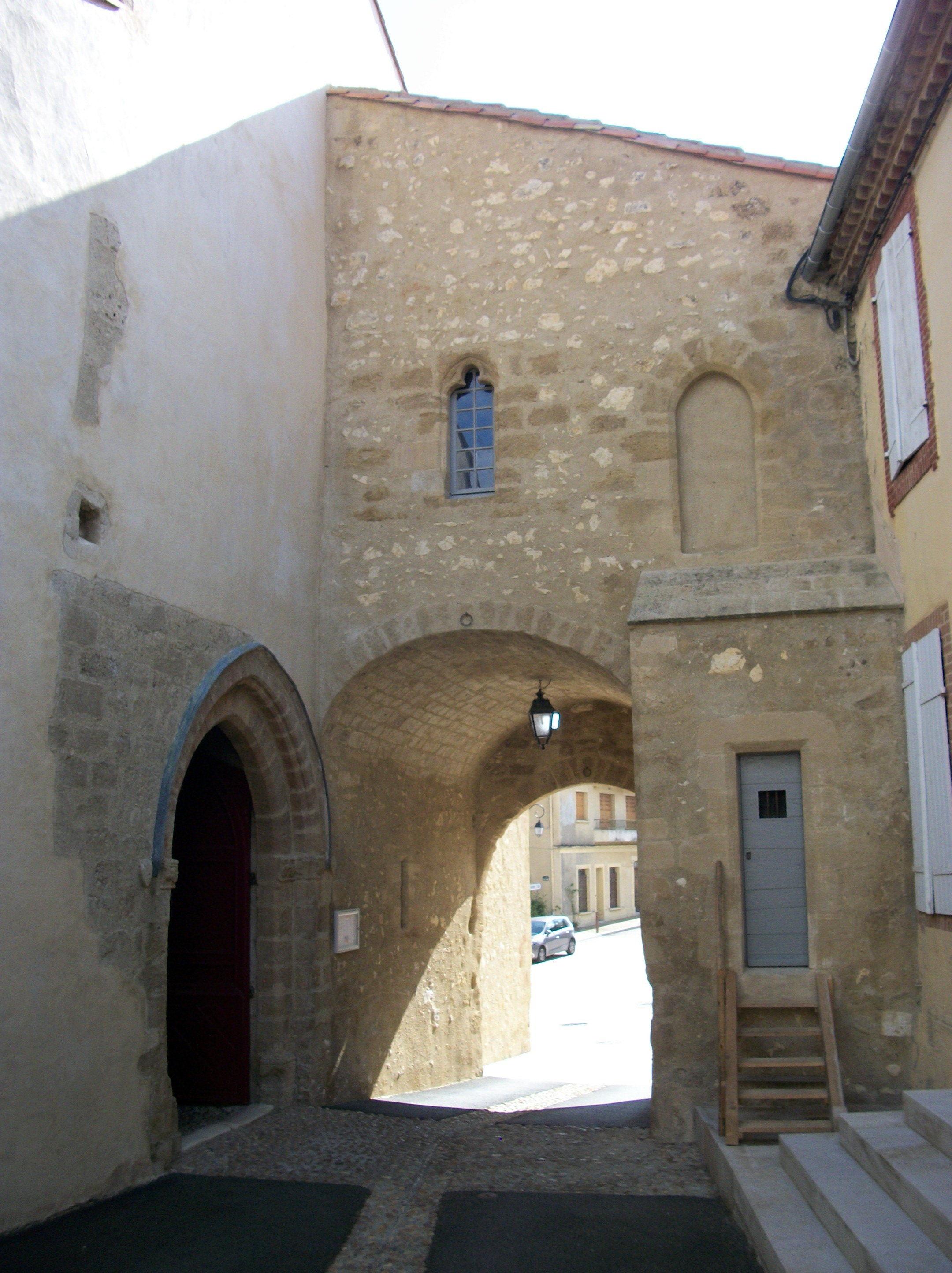
La Porte fortifiée vue du nord.
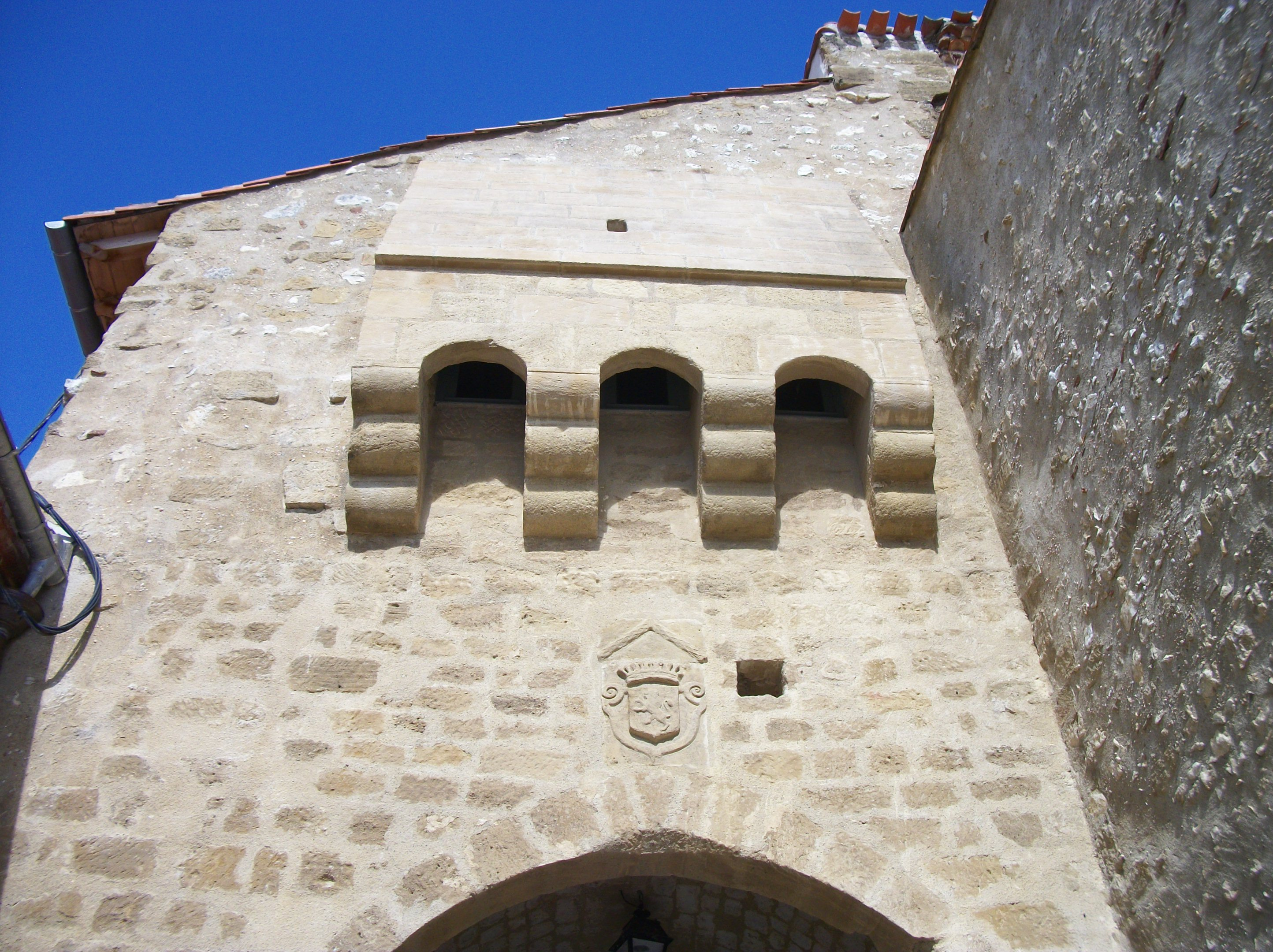
Partie supérieure de la Porte fortifiée avec un blason où est représenté un lion.

### Personnalités liées à la commune
- Charles Noguès, général français, natif de Monléon-Magnoac.
- Albert Schweitzer fut consigné durant la Première Guerre mondiale dans le camp d'internement de Garaison avant d'être transféré à Saint-Rémy-de-Provence[48].
- Au XVIIIe siècle, le baryton François Lay (ou Laÿs), chanteur préféré de la reine Marie-Antoinette, un temps membre du club révolutionnaire des Jacobins, puis premier chantre de la chapelle impériale des Tuileries, sous Napoléon Ier, avait reçu une éducation vocale et musicale déjà très élaborée, à la maîtrise du monastère de Garaison, sous la direction du maître de musique (Charles ?) Durand (appelé aussi Durant ou Dunand)[49].
- Raymond d'Espouy (1892-1955), pyrénéiste français, natif de Monléon-Magnoac.
- Pierre-Catherine Cizos-Natou (1746-1812), avocat en parlement, syndic des 4 Vallées (archives familiales).

Sélection de vues diverses
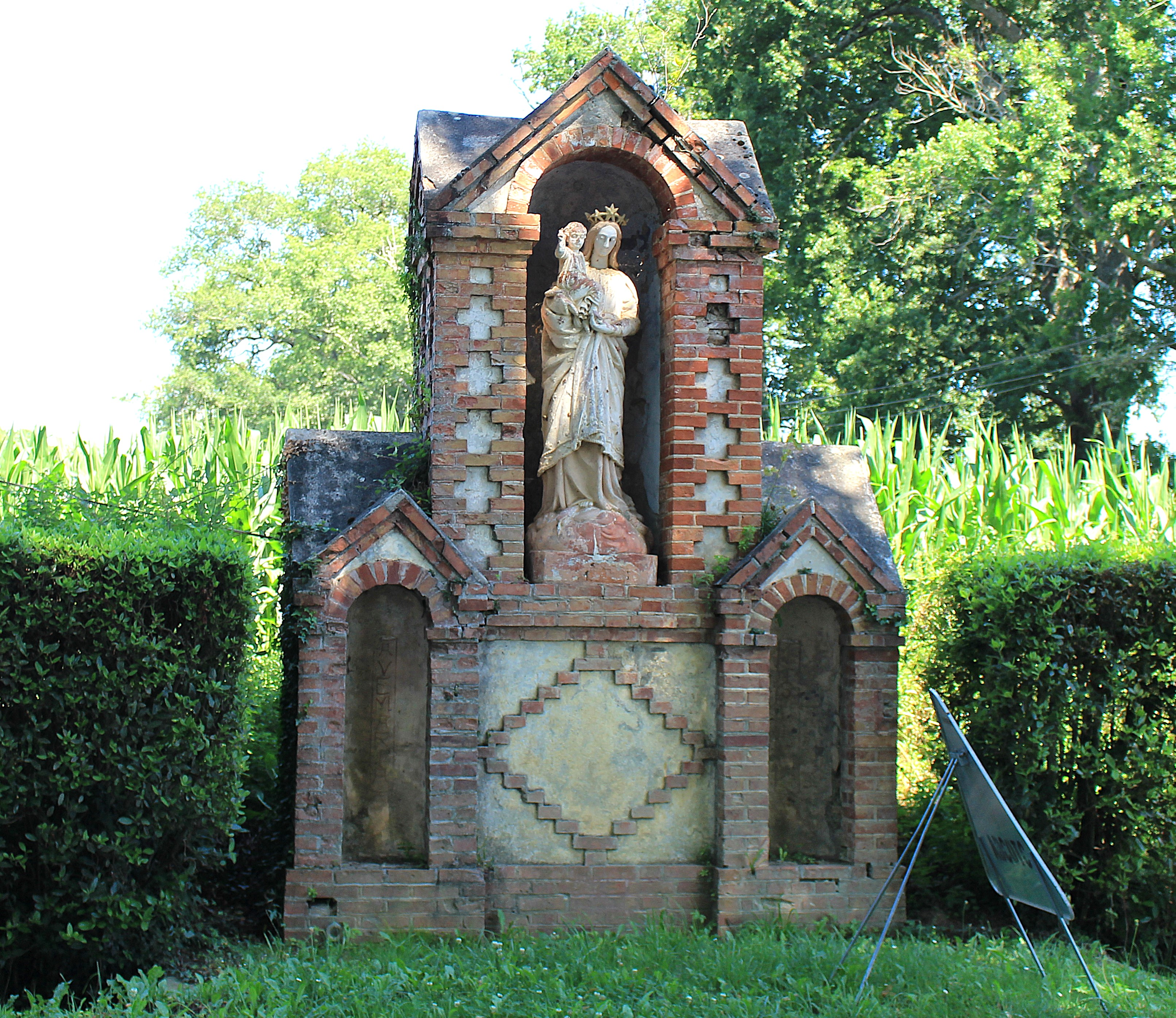
L'oratoire.
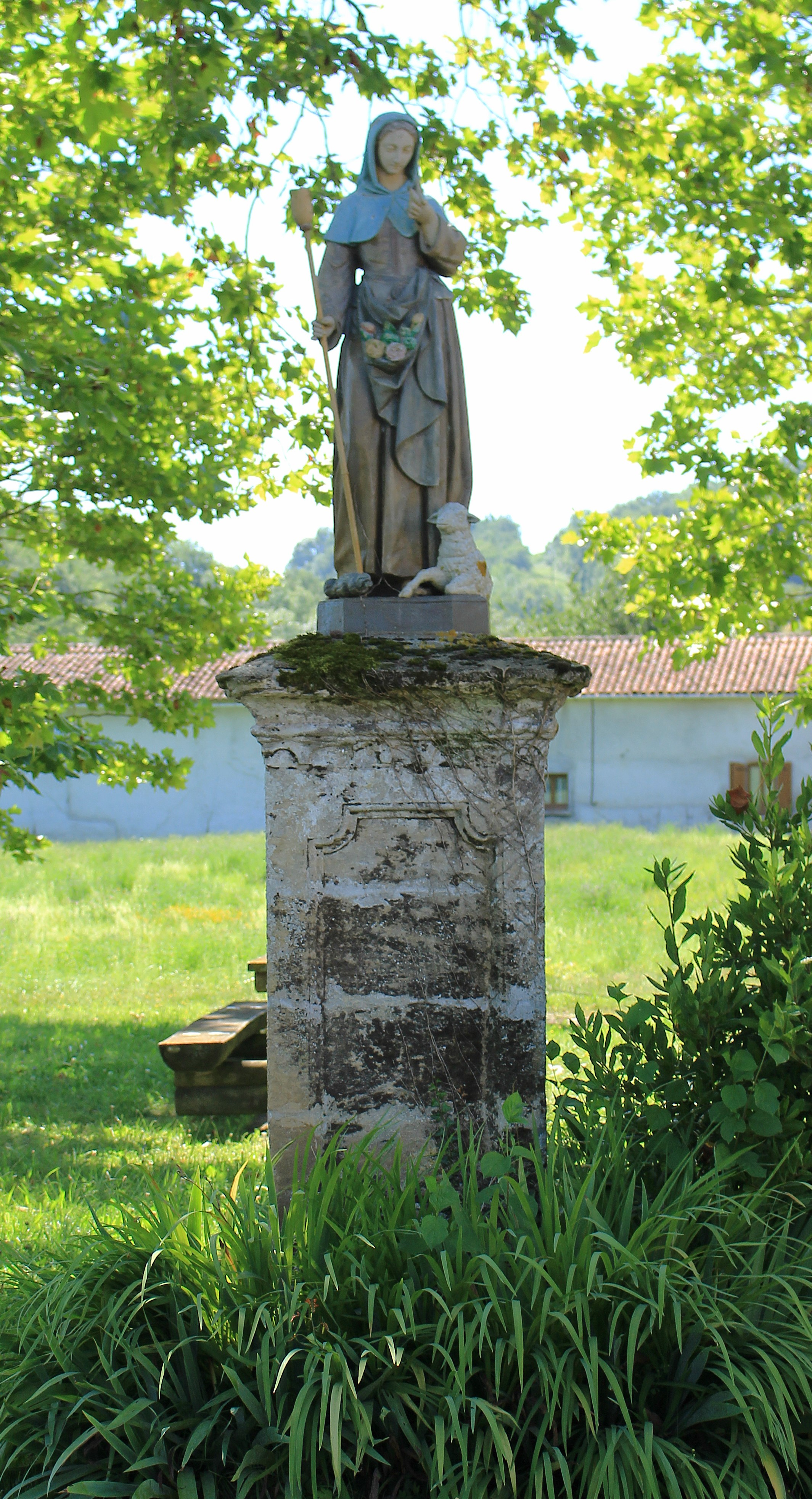
Une statue.
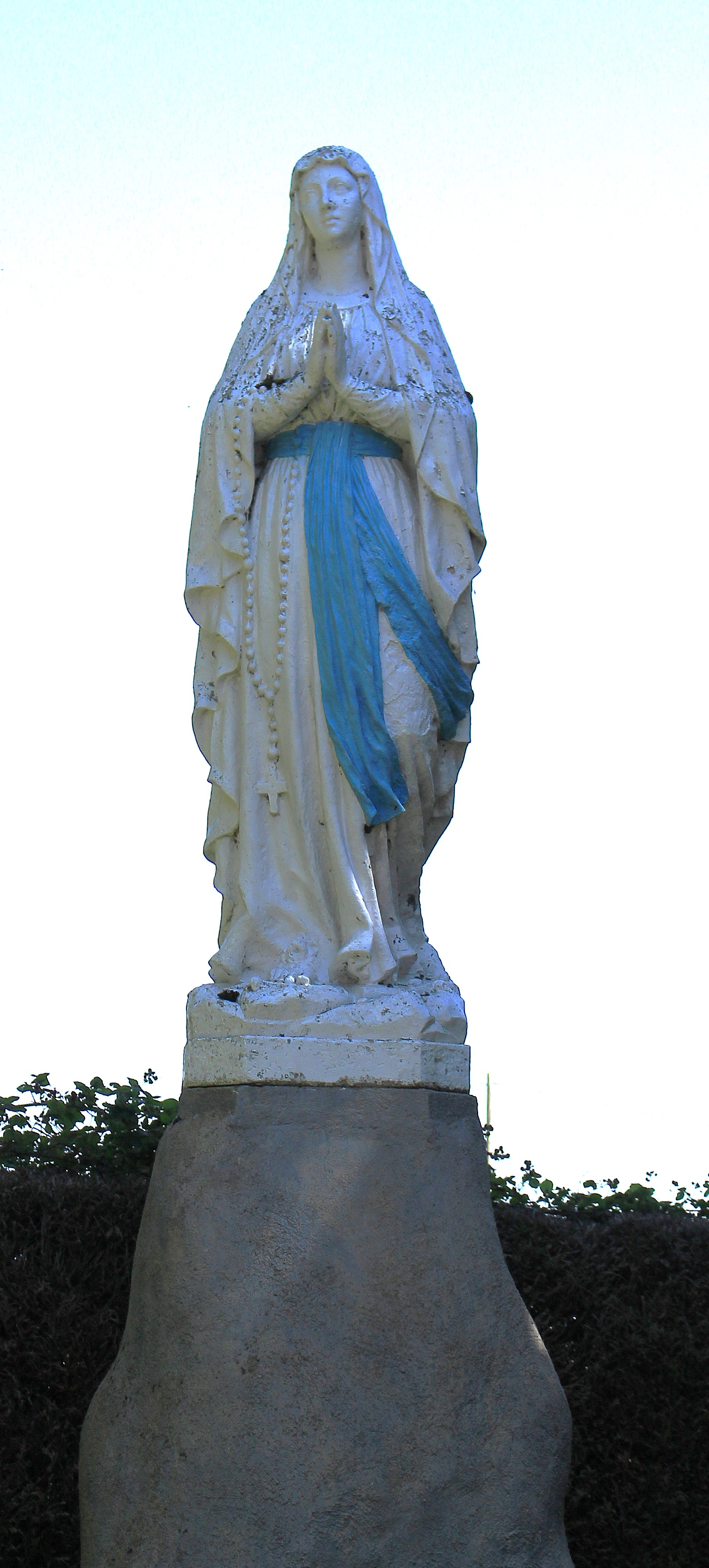
Vierge Marie.
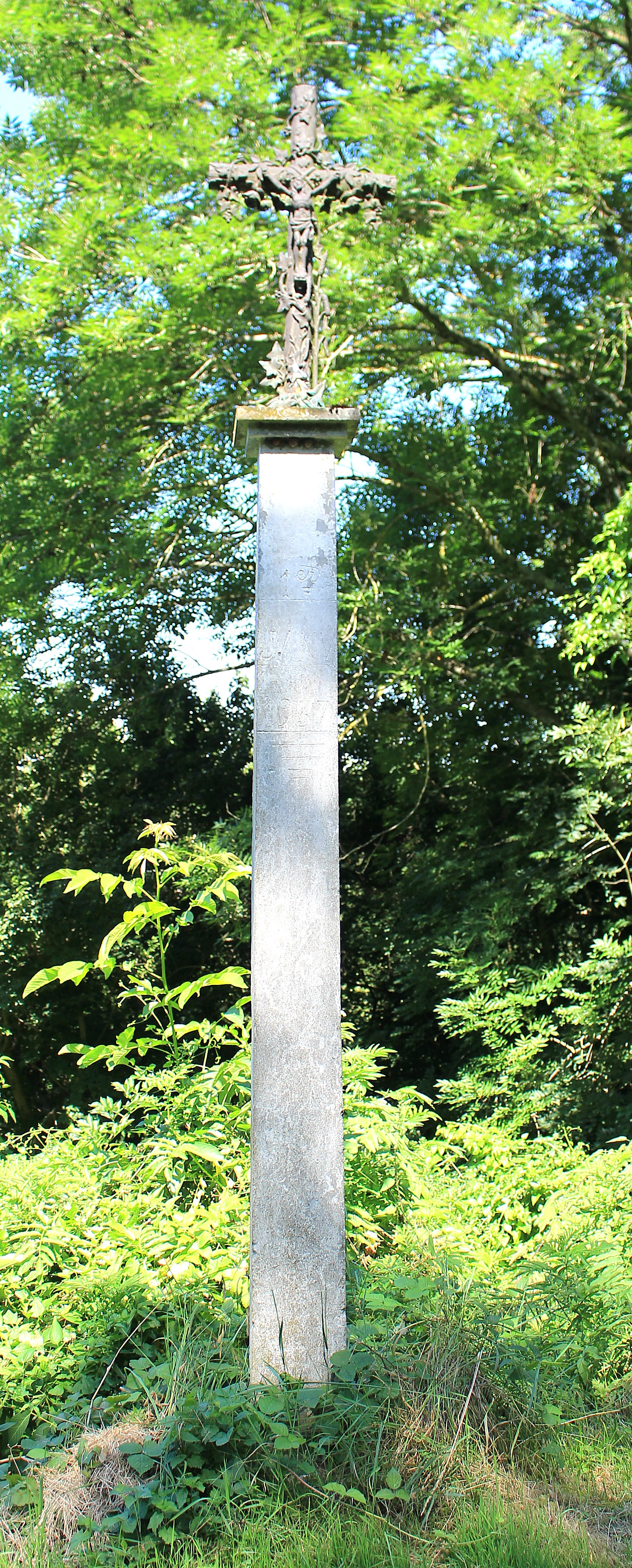
Une croix.
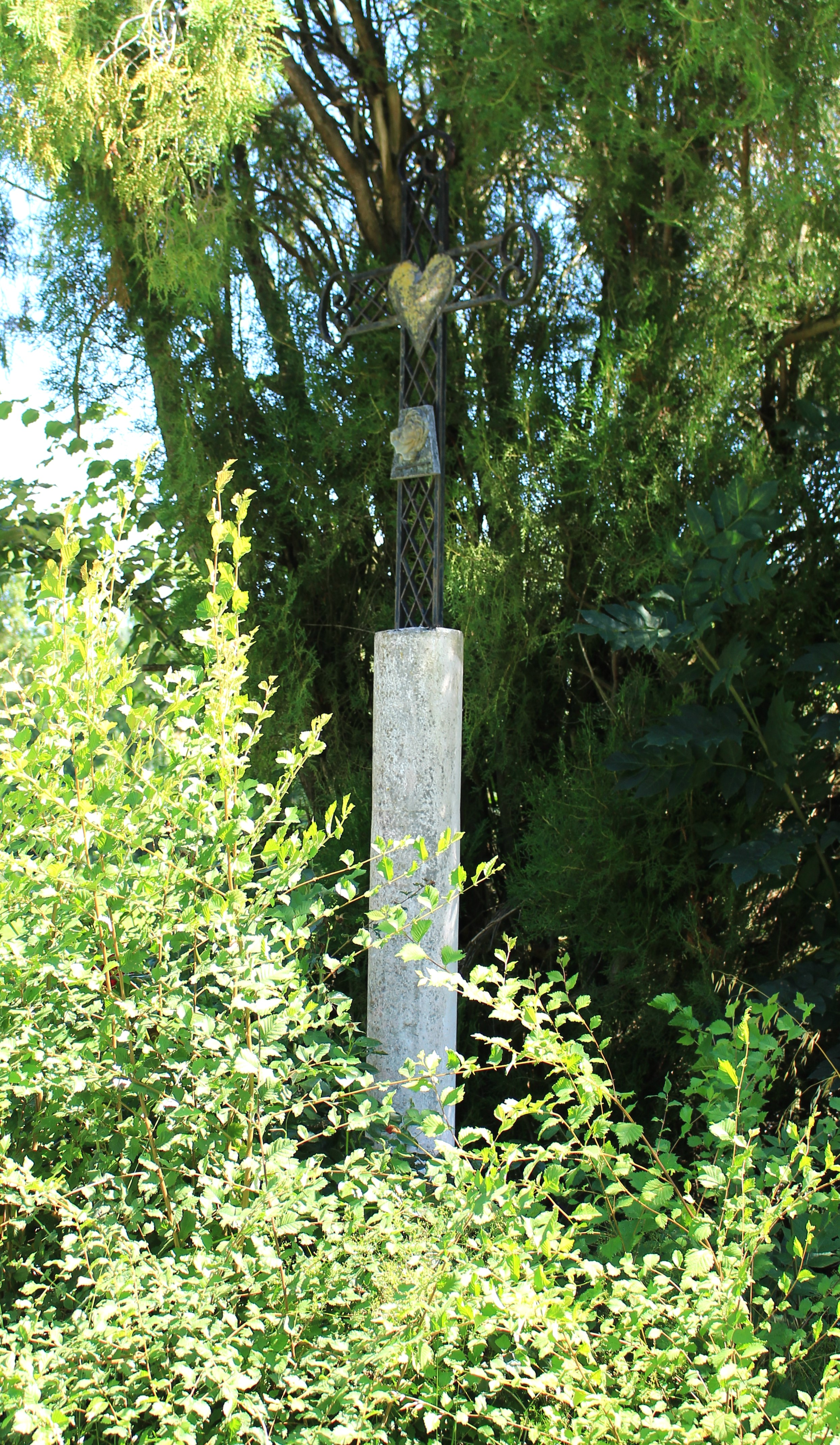
Une croix.

### Héraldique
Il n'y a pas de blason officiel sur cette commune.